# 迪臣·艾度曉
迪臣·保羅·艾度曉（英語：Dickson Paul Etuhu，1982年6月8日—），出生在卡諾市，是一名尼日利亞足球運動員，司職防守中場。他的弟弟奇雲·艾度曉亦是一名足球員。

## 球會
早年
2000年，艾度曉的足球生涯在曼城展開。兩年後，他以30萬英鎊的轉會費加盟普雷斯頓。 普雷斯頓在2004/05球季非常成功，他們打入附加賽決賽，而他只是其中一個非常微小的球員。儘管，球會最終不敵韋斯咸，但他依然吸引到英超球會愛華頓和西布朗的注意。
諾域治
艾度曉被外借至諾域治後不久，球會便以45萬英鎊的轉會費正式買入他。球季快將結束及2006/07球季初期，他的狀態開始有所進步。
2006年8月23日，艾度曉在聯賽盃以2-0的比分擊敗托基聯的賽事中攻入其處子入球。9月12日，他在以3-3戰平修安聯的賽事中攻入其聯賽處子入球。10月21日，他在卡諾路球場以1-0的比分擊敗卡迪夫城的賽事中攻入奠勝球，協助新領隊格蘭特自取代尼祖·禾靈頓的領隊位置後取得首次主場勝仗。
2006年9月，有人錯誤報導指在諾域治以1-3的比分不敵普利茅斯後，艾度曉和隊友约瑟夫·塞夫瑞在隊巴返回東安格利亞途中互相拳打對方。
新特蘭
2007年夏天，艾度曉以150萬英鎊身價加盟新升班的新特蘭。2008年2月9日，他在主場對韋根的賽事中取得其處子入球。他接應甸恩·韋赫特開出的自由球而建功，最終球隊以2-0的比分擊敗對手。
富咸
2008年8月29日，艾度曉宣佈他通過體測，以約150萬英鎊身價加盟富咸 。2009年4月12日，他在對母會曼城的賽事進行至59分鐘時攻入其處子入球，加上先前美國球員奇連·丹普西在50分鐘時的入球，使球隊以2-1的比分擊敗對手。
艾度曉的第一個兒子出生後一週，他在卡雲農舍球場對立陶宛球會FK維特拉的賽事中攻入其首個歐洲賽和主場入球。
布力般流浪
2012年8月3日，艾度曉由富咸轉投英冠布力般流浪，轉會費金額為150萬英鎊，合約為期四年。

## 國際賽
2007年9月下旬，艾度曉獲尼日利亞徵召。他首先代表尼日利亞在兩場友賽中上陣，其後他在2008年1月在2008年非洲國家盃首次於國際競爭性賽事中上陣。

## 外部連結
- 足球数据库：迪臣·艾度曉的球员统计数据
- 布力般流浪官網 迪臣·艾度曉資料